# Antonio Slongo
Antonio Slongo (Sovramonte, 19 ottobre 1897 – Lamon, 19 settembre 1958) è stato un presbitero italiano.
Fu uno dei sacerdoti tra i più eminenti della provincia di Belluno nella prima metà del Novecento. Uomo di cultura, instancabile e coraggiosa figura, non si risparmiò per la sua comunità a sostegno della pace, dei poveri e degli indifesi che aiutò durante le due guerre mondiali anche a costo di notevoli rischi per la propria incolumità.

## Biografia

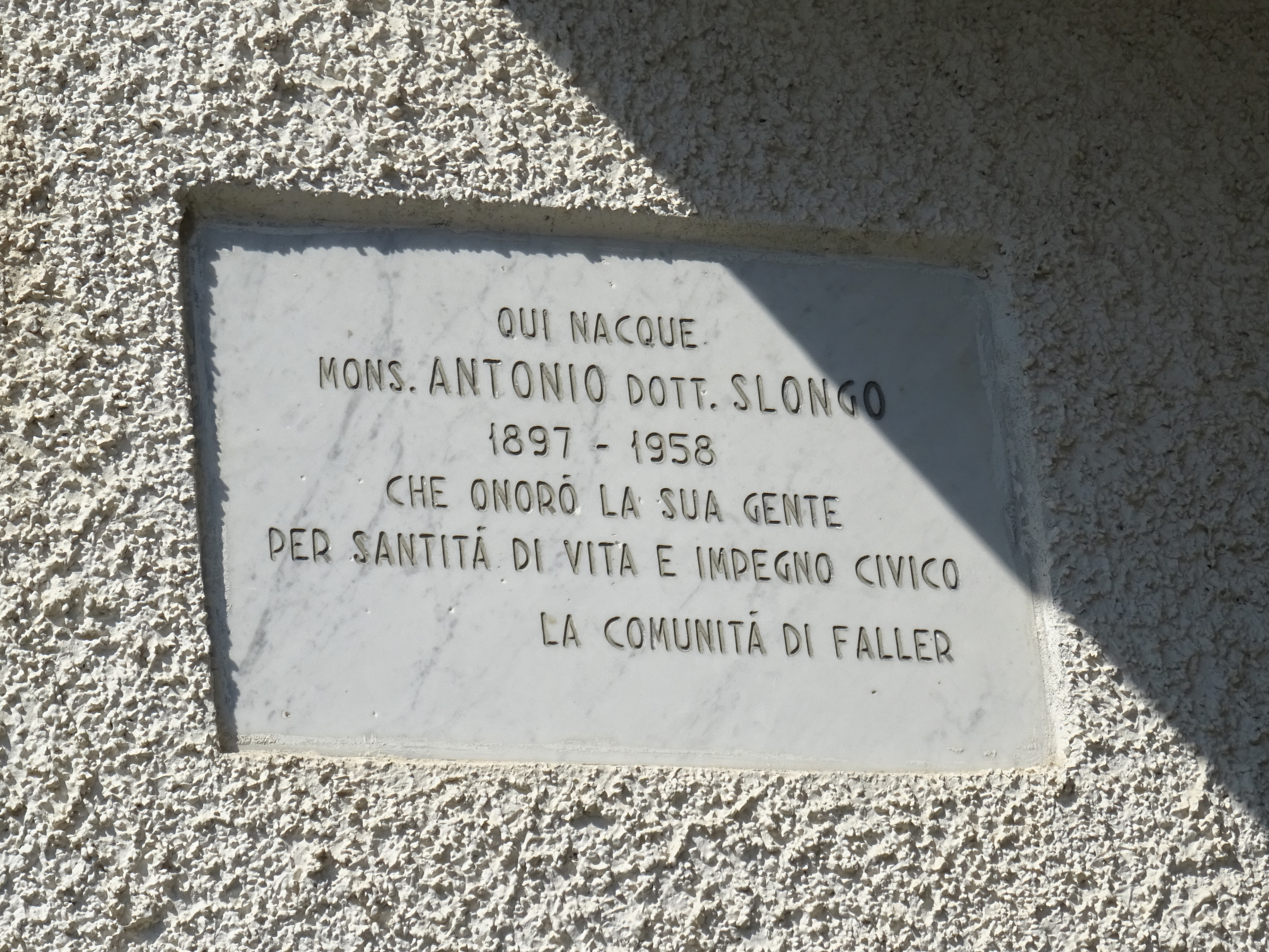
La targa sulla casa natale a Ramen, presso Faller di Sovramonte

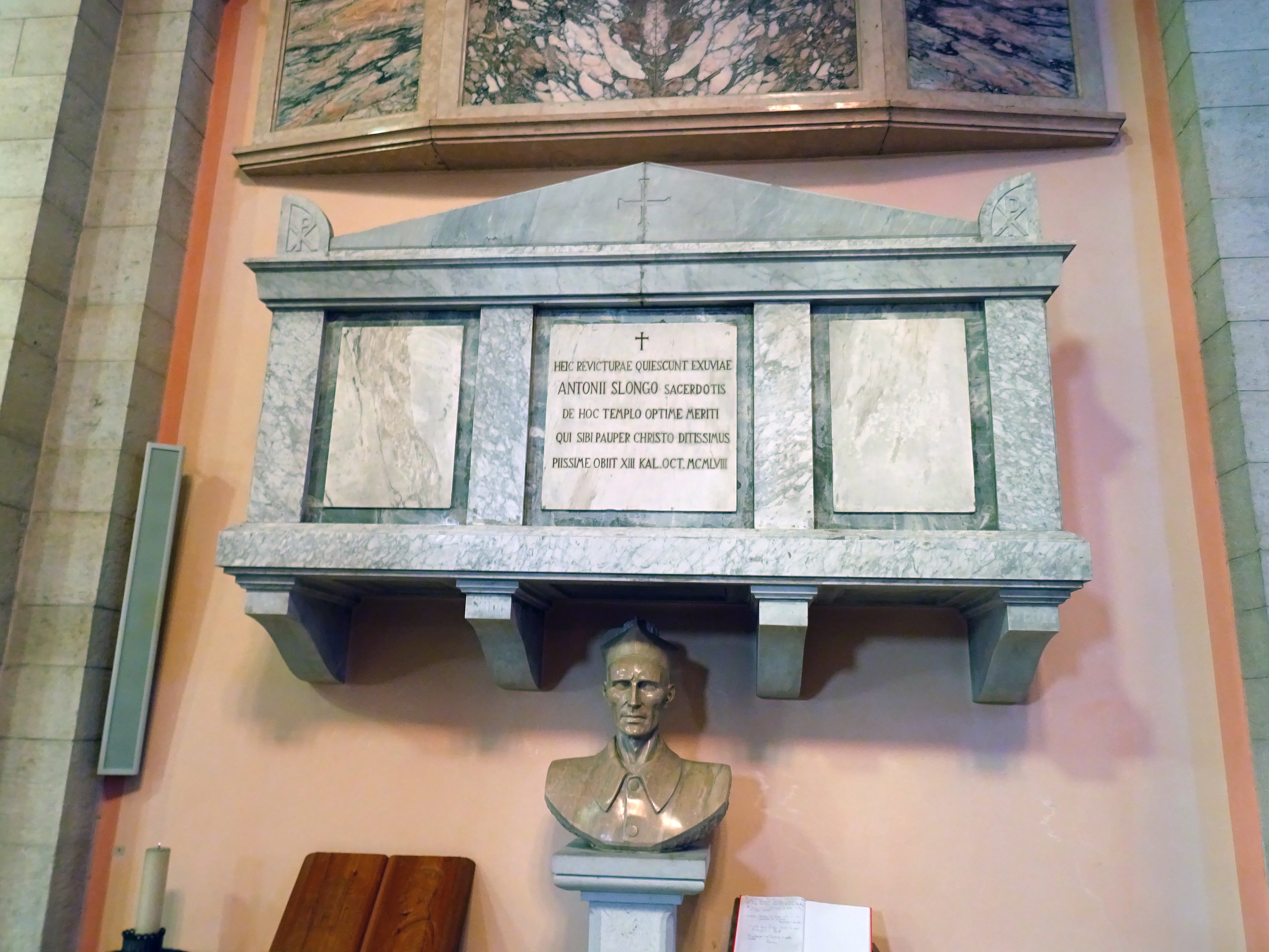
La tomba e il busto di monsignor Slongo nella chiesa parrocchiale del Sacro Cuore di Lamon

Nato a Faller, frazione di Sovramonte, vi frequentò le scuole che continuò a Fonzaso e a Feltre, diplomandosi poi presso il Liceo Lollino di Belluno e laureandosi a pieni voti in teologia all'Università di Padova. Il 5 luglio 1920 fu ordinato sacerdote per la diocesi di Feltre dal vescovo Giosuè Cattarossi nella chiesa di San Giacomo a Feltre. In quell'occasione fu segnalato per la medaglia d'argento al valor militare per i fatti risalenti al novembre 1917 quando, ancora chierico in attesa di chiamata alle armi, accompagnò di persona da Faller al Monte Roncon la terza compagnia del Battaglione Tagliamento sfuggita alla cattura nemica dopo la disfatta di Caporetto consentendo a questa di mettersi in salvo sul Monte Grappa la notte prima che il Feltrino fosse invaso dalle truppe austroungariche.
Fu parroco di Foen di Feltre e dal 1924 prestò il suo servizio come arciprete a Lamon, dove rimase fino alla morte.
Dal 14 ottobre al 17 novembre 1940 fu incarcerato a Baldenich, il carcere di Belluno, perché durante una predica, aveva pregato la Madonna invocando e difendendo la pace. Il suo discorso fu interpretato in senso disfattista dai fascisti, che lo accusarono di essere contrario al regime. Durante la seconda guerra mondiale sì è prodigato per la salvaguardia del paese di Lamon che rischiava di essere incendiato per rappresaglia dai soldati tedeschi. Si è pure offerto in ostaggio prendendo il posto di un suo paesano, che accusato di essere partigiano stava per essere fucilato.
Il 2 maggio 1945, dopo aver fatto saltare il ponte della Serra e dato alle fiamme l'albergo di Ponte Oltra, le truppe tedesche in ritirata si accingevano a distruggere anche quest'ultimo ponte isolando completamente la zona di Lamon, ma l'intervento dell'arciprete monsignor Slongo, coadiuvato dal parroco di Sorriva don Guido Caviola, le fece desistere da questo proposito.
Il giorno seguente le truppe tedesche in ritirata verso nord si trascinano appresso, un gruppo di trenta persone di Lamon guidate da monsignor Slongo che si era offerto come ostaggio e garante dell'incolumità delle truppe in ritirata. Nel centro di Imer alcune persone sono messe al muro per essere fucilate ma, ancora una volta, il risoluto intervento del parroco fa sì che questo non avvenga.

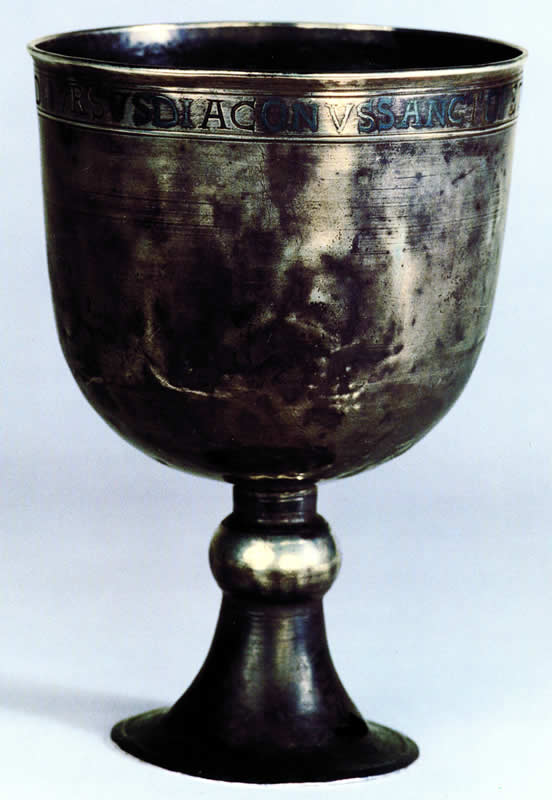
Calice del diacono Orso

Da uomo di cultura recuperò a sue spese e conservò il calice del diacono Orso, prezioso manufatto in argento rinvenuto del 1836, databile fra il V e il VI secolo d.C.
Grazie al suo impegno pastorale civile e sociale, in particolare durante le due guerre, oltre alle sue azioni di fede e di spiritualità, monsignor Slongo ha lasciato un ricordo indelebile per cui si è formato un comitato per la sua canonizzazione. Il comitato ha raccolto una sessantina di testimonianze, alcune rilasciate da vescovi e sacerdoti, sulle azioni e sui presunti miracoli di monsignor Slongo e gli ha dedicato due mostre fotografiche, una nel luglio 2018 nella chiesa di San Daniele a Lamon ed una nel maggio 2019 presso il Liceo Lollino di Belluno.
Il comune di Lamon gli ha dedicato una via.
Il busto di monsignor Slongo, in pietra del Monte Coppolo, opera dello scultore Massimo Facchin, è collocato nella navata della chiesa del Sacro Cuore di Lamon.